# Harry Leland
Harry Leland était un personnage de fiction de Marvel Comics, créé par Chris Claremont et John Byrne. Il est apparu pour la première fois dans Uncanny X-Men #132, en 1980.

## Origines
On ne sait pas grand-chose du passé de Harry Leland avant qu'il ne rencontre les X-Men.
Homme d'affaires, il fait entrer Emma Frost au Club des Damnés.
Il combat les X-Men à plusieurs reprises. Il se sert de son pouvoir avec succès contre Wolverine et Colossus.
Quand Nimrod attaque le Club, il aide les X-Men. Mais, obèse et en mauvaise santé, il est victime d'un infarctus et succombe après que le robot est vaincu.
Le corps de Leland est ramené à la vie par Black Talon, qui envoie ses X-Humed contre Miss Hulk. Vaincu, son corps est de nouveau enterré, sa bouche remplie de sel et ses lèvres cousues pour qu'il ne puisse plus revenir.

## Pouvoirs
- Leland est un mutant qui peut accroître la masse d'un objet ou d'un être vivant situé jusqu'à 105 m de lui, le rendant très lourd et le paralysant selon sa force physique.